# Пневщина
Пне́вщина (бел. Пнеўшчына) — деревня в составе Коптевского сельсовета Горецкого района Могилёвской области Республики Беларусь.

## География
Река Реместлянка.

## Население
- 1999 год — 76 человек
- 2010 год — 35 человек